# John B. Edwards
John Bel Edwards (nacido el 16 de septiembre de 1966) es un político y abogado estadounidense que fue el 56.º gobernador de Luisiana, cargo que ocupó del 11 de enero de 2016 al 8 de enero de 2024. Anteriormente fue Líder de la Minoría de la Cámara de Representantes de Luisiana durante dos mandatos. Se fue de la legislatura estatal para postularse para gobernador en 2015. Miembro del Partido Demócrata, derrotó al senador republicano de los Estados Unidos David Vitter en la segunda vuelta de las elecciones de 2015. Él es un veterano del ejército de los Estados Unidos, después de haber servido en la 82 División Aerotransportada.

## Gobernador de Luisiana (2016-presente)
En su día de toma de posesión, Edwards no logró persuadir a la Cámara republicana de Luisiana para que eligiera a un demócrata, Walt Léger III de Nueva Orleans, como portavoz. En la segunda votación, después de que el republicano Cameron Henry, un aliado del senador David Vitter, se retirara de la consideración, un segundo republicano, Taylor Barras de Nueva Iberia, fue nombrado orador. Desde Huey Long, los gobernadores tradicionalmente seleccionaban a los oradores de la casa estatal. La selección de Barras fue considerada una sorpresa porque ni siquiera había sido mencionado como candidato hasta que comenzó la votación.
El 13 de abril de 2016, Edwards firmó una orden ejecutiva para proteger a las personas lesbianas, homosexuales, bisexuales y transgénero del acoso o el despido. La orden prohíbe a las agencias estatales la discriminación basada en la identidad de género o la orientación sexual. La orden permite una excepción para las organizaciones religiosas que afirman que el cumplimiento violaría sus creencias religiosas. "Respetamos a nuestros conciudadanos por sus creencias, pero no discriminamos en base a nuestros desacuerdos. Creo en darle a cada Louisianan la oportunidad de tener éxito y prosperar en nuestro estado", dijo Edwards.
El gobernador también anuló otra orden ejecutiva emitida en 2015 por su predecesor, Bobby Jindal, que protegía a las empresas y organizaciones sin fines de lucro que se oponen al matrimonio entre personas del mismo sexo de ser castigadas legalmente por mantener esas opiniones. Esta orden había prohibido a las agencias estatales penalizar a las empresas y personas que actúan desde una "creencia religiosa de que el matrimonio es o debería ser reconocido como la unión de un hombre y una mujer".
Edwards prometió a principios de 2017 que podría trabajar con la administración entrante de Donald Trump. Expresó su deseo de trabajar con el gabinete de Trump, particularmente en los temas de la expansión de Medicaid y los proyectos de infraestructura federal.